# 福茲布什 (紐約州)
福茲布什（英語：Fordsbush）是位於美國紐約州蒙哥馬利縣的非建制地區。

## 地理
福茲布什所處的海拔為高於海平面219米（即719英呎），而該地所採用的時區為UTC-5，即北美东部时区（EST）。同時該地設有夏令時間，為UTC-5調快一小時，即UTC-4（EDT）。